# Scarus zufar
Scarus zufar is een  straalvinnige vissensoort uit de familie van papegaaivissen (Scaridae). De wetenschappelijke naam van de soort is voor het eerst geldig gepubliceerd in 1995 door Randall & Hoover.
De soort staat op de Rode Lijst van de IUCN als Onzeker, beoordelingsjaar 2009.